# Gadeia
Fabrício Bastezini (São Lourenço do Oeste, 14 de junho de 1988) é um jogador de futsal brasileiro. Atualmente, joga pelo Inter FS e pela Seleção Brasileira de Futsal na posição de pivô. Em 2015, foi escolhido pela Futsal Awards como o terceiro melhor jogador do mundo, e em 2018, como o segundo.